# Belan-sur-Ource
Belan-sur-Ource település Franciaországban, Côte-d’Or megyében. Lakosainak száma 228 fő (2022. január 1.). Belan-sur-Ource Riel-les-Eaux, Mosson, Thoires, Autricourt, Brion-sur-Ource és Chaumont-le-Bois községekkel határos.

## Népesség
A település népességének változása:
| Lakosok száma | 376  | 322  | 317  | 269  | 277  | 265  | 252  | 248  | 245  | 228  |
|               | 1968 | 1982 | 1990 | 2006 | 2013 | 2015 | 2017 | 2019 | 2020 | 2022 |